# Avatjärnen (Arjeplogs socken, Lappland)
Avatjärnen är en sjö i Arjeplogs kommun i Lappland och ingår i Byskeälvens huvudavrinningsområde. Avatjärnen ligger i Byskeälven Natura 2000-område.